# Aprostoma anguliceps
Aprostoma anguliceps is een keversoort uit de familie somberkevers (Zopheridae). De wetenschappelijke naam van de soort werd in 1952 gepubliceerd door Pope.